# Linia kolejowa Hněvčeves – Smiřice
Linia kolejowa Hněvčeves – Smiřice – jednotorowa, niezelektryfikowana linia kolejowa w Czechach. Łączy Hněvčeves i Smiřice. W całości znajduje się w kraju hradeckim.